# Blood and Henna
Blood and Henna es una película nigeriana de 2012 dirigida por Kenneth Gyang. Está protagonizada por Ali Nuhu, Sadiq Sani Sadiq y Nafisat Abdullahi. La película intenta narrar la terrible experiencia de la prueba clínica Pfizer de 1996 en Kano, Nigeria. Recibió seis nominaciones en la novena edición de los Premios de la Academia del Cine Africano, aunque solo resultó ganadora en la categoría Mejor Diseño de Vestuario. Un avance fue lanzado el 25 de noviembre de 2011.

## Sinopsis
Ambientada en 1996, el dueño de una tienda de Lagos, Musa, regresa a su ciudad natal en el norte de Nigeria después de que su local fue incendiado durante los disturbios políticos en el estado. Musa es bienvenido en su pueblo por todos, especialmente por dos de sus amigos más cercanos. Uno de ellos, Shehu, un periodista muy crítico del actual gobierno militar, tuvo que dejar su trabajo para enseñar en una escuela comunitaria. El reciente matrimonio de Musa era perfecto hasta que su esposa comenzó a sufrir una serie de abortos espontáneos. Además, una infección mortal se propaga por todo el pueblo y amenaza la existencia misma de la comunidad.

## Elenco
- Sadiq Sani Sadiq
- Nafisat Abdullahi
- Ali Nuhu
- Ibrahim Daddy
- Beauty Sankey
- Salihu Bappa
- Yachat Sankey

## Premios y nominaciones
| Premios                                                        | Categoría                         | Nominados     | Resultado |
| -------------------------------------------------------------- | --------------------------------- | ------------- | --------- |
| Novena edición de los Premios de la Academia de Cine de África | Logro en diseño de producción     |               | Nominado  |
| Novena edición de los Premios de la Academia de Cine de África | Logro en diseño de vestuario      |               | Ganador   |
| Novena edición de los Premios de la Academia de Cine de África | Logro en el guion                 | Kenneth Gyang | Nominado  |
| Novena edición de los Premios de la Academia de Cine de África | Mejor película nigeriana          | Kenneth Gyang | Nominado  |
| Novena edición de los Premios de la Academia de Cine de África | Mejor película en lengua africana | Kenneth Gyang | Nominado  |
| Novena edición de los Premios de la Academia de Cine de África | Mejor actor de reparto            | Ali Nuhu      | Nominado  |